# Ivan Dodig
Ivan Dodig (nació, 2 de enero de 1985 en Međugorje, Bosnia y Herzegovina, Yugoslavia) es un jugador de tenis croata. En su carrera ha conquistado un torneo a nivel ATP y otro en dobles. Su mejor posición en el ranking fue n.º 29 en octubre de 2013. Como doblista llegó a ser n.º 2 del mundo en septiembre de 2023. Desde 2010 Es un habitual del Equipo de Copa Davis de Croacia representando hasta 2006 a Bosnia y Herzegovina.

## Biografía
Comenzó a jugar a los ocho años. Su padre es Tomislav, su madre Davorka y sus hermanos Zeljko y Mladen. Habla croata e inglés. Le gusta la música, las películas, el tenis de mesa y los juegos de video. Su ídolo de infancia era su compatriota Goran Ivanišević. Considera el polvo de ladrillo su superficies favorita y el derecho es su tiro predilecto. Su preparador físico es Milos Jelisavcic y su entrenador Martin Stepanek. Practica en el Gerry Weber Breakpoint Team en Halle, Alemania.

## Carrera ATP

### Inicios
Ivan Dodig comenzó a la edad de ocho años a practicar el tenis. Desde 2000 ha jugado torneos en la gira secundaria, y fue capaz de ganar un torneo allí en septiembre de 2002. Ya en abril de 2002 Dodig jugó por primera vez en la Copa Davis con el equipo de Equipo de Copa Davis de Bosnia-Herzegovina en un doble, pero perdió los dos juegos. Para el año 2006, jugó un total de 22 partidos en individuales y dobles con Bosnia-Herzegovina, de los que ganó siete.
Desde 2002 Ivan Dodig intentó calificar para Challenger y Futures torneos en la zona de adultos. Después de alcanzar los cuartos de final en un torneo de Futures en septiembre de 2003, en agosto de 2005, logró llegar a una final de un Future en Croacia. En junio de 2006, que ganó en el primer título de future de Bosnia-Herzegovina y dos semanas más tarde llegó a otra final. Después de estar en Nigeria, por segunda vez para ganar un torneo Futures en octubre de 2006, entró en el top 500 del ranking mundial.

### 2007-2008
Después de haber alcanzado en mayo de 2007, otro final en un Future, intentó a partir de ahora, conquistar torneos de categoría ATP Challenger Tour. Él también jugó varias calificaciones para los torneos de la ATP, pero al principio sin éxito. Más adelante logró cuatro de semifinales y cuatro cuartos de final en Challengerts, por lo que saltó hasta el puesto 256 en el ranking mundial. En dobles, ganó dos torneos Challenger.
A principios de 2008 Ivan Dodig adquirió la nacionalidad croata porque él consiguió muy poco apoyo como el jugador n.º 1 de Bosnia. En febrero de 2008, Dodig logró una victoria sobre Andrey Golubev en el Torneo de Marsella para calificar a un torneo ATP por primera vez, pero en la primera chocó contra el n.º 3 del mundo, Novak Djokovic. En Challegers, Dodig alcanzó solo una vez los cuartos de final de un torneo, aunque ganó un título de Futures en individuales y un título Challenger en dobles.

### 2009
El año 2009 comenzó con una calificación de éxito para el torneo ATP de Zagreb, donde Dodig tras victorias sobre jugadores Top 50 como Ígor Andréiev y Ernests Gulbis alcanzó los cuartos de final. Luego perdió contra su compatriota Mario Ančić. En marzo de 2009 Ivan Dodig ganó el Challenger de Sarajevo después de una victoria sobre Dominik Meffert, siendo su primer título individual en un torneo Challenger. Un mes más tarde, llegó en el Challenger de Ostrava a otra final que perdió ante Jan Hájek. Este año, se instauró por primera vez para inscribirse en la clasificación de los Grand Slam, pero sin éxito. Para el torneo ATP de Umag recibió una invitación, pero perdió en la primera ronda contra Pablo Cuevas. 
En octubre de 2009, se produjo en el Challenger de Kolding un escándalo: Dodig llegó a la final, y había ganado el primer set ante Alex Bogdanovic. En la muerte súbita del segundo set, hubo una decisión controvertida, y Dodig perdió el set. Luego había insultado a un juez de línea y por lo tanto fue descalificado. De la ira rompió después la Copa. En su sitio web, protestó su inocencia, y se disculpó por el trofeo roto. Al final Ivan Dodig se clasificó 180 en el ranking mundial.

### 2010
El residente en Zagreb finalizó en el Top 100 por primera vez, con final de año en el n.º 88, destacado por sus segundos cuartos de final de un torneo ATP World Tour en Estocolmo (perdiendo ante Ivan Ljubičić) como calificador. 
Clasificó en cinco ocasiones durante la temporada, incluyendo el Abierto de Australia, Wimbledon y el Abierto de Estados Unidos, llegando a octavos de final cada vez. Su mejor victoria de la temporada llegó en el Abierto de Australia, donde derrotó al n.º 23, Juan Carlos Ferrero en cinco sets antes de perder ante Stefan Koubek en segunda ronda. 
En Challenger compiló registros de 19-12, ganando el título en el Challenger de Astaná (derrotando a Ígor Kunitsyn) en noviembre y llegó a la final del Challenger de Ostrava (perdiendo ante Lukáš Rosol), en mayo. 
Quedó 8-7 en el juego de ATP y ganó una carrera de 189.953 dólares.

### 2011
El croata terminó Top 50 por primera vez, puesto de relieve gracias a su primer título ATP World Tour en su ciudad natal de Zagreb (derrotando a Michael Berrer) y tras logar 26 victorias personales, 18 más respecto al año anterior. 
Además también tuvo grandes resultados en césped. En junio, fue subcampeón en el césped en el Torneo de 's-Hertogenbosch (perdiendo ante el ruso Dmitry Tursunov). También hizo semifinales en el Torneo de Barcelona (perdió con Rafael Nadal) en abril y cuartos de final en el Torneo de Delray Beach (perdió ante Janko Tipsarević) en febrero. 
Su mejor resultado en un Grand Slam fue segunda ronda del Abierto de Australia, (perdió ante el eventual campeón Novak Djokovic en 4 juegos intensos). 
Quedó 2-7 contra rivales Top 10 con victorias sobre el n.º 5 Robin Söderling en Barcelona y la más importante de su carrera sobre el n.º 2 Rafael Nadal en el Masters de Montreal, ambas en segunda ronda. Compiló marcas de 17-16 en asfalto, 5-3 en hierba y 4-6 en arcilla. Ganó su mayor cantidad de dinero, un total de $ 645 735.

### 2012
El croata terminó en el Top 75 por segundo año consecutivo y su mejor resultado ATP World Tour fue en el Torneo de Valencia llegando a semifinales (venciendo a su compatriota Marin Čilić, cayendo ante el posterior campeón David Ferrer). También cuartos de final en el Torneo de Zagreb (perdiendo ante Marcos Baghdatis) y en el Torneo de Queen's Club, donde venció al n.º 5 Jo-Wilfried Tsonga en el tie-break del tercer set (perdiendo finalmente ante Sam Querrey). 
En torneos Grand Slam, pasó solo de la primera ronda en el Abierto de Estados Unidos (venciendo a Hiroki Moriya en primera ronda, cayendo ante el posterior campeón Andy Murray). Representó a su país en la Copa Davis (1-2), la Copa del Mundo por equipos (1-2) y en los Juegos Olímpicos de Londres (cayendo ante Juan Martín del Potro en primera ronda). 
Quedó 1-3 contra rivales Top 10 y los registros compilados fueron de 10-14 en pista dura, 3-4 en pasto y 3-8 en polvo de ladrillo.

### 2013
Terminó como el n.º 1 de Croacia por primera vez en su carrera y en el Top 50 por segunda vez en tres años logrando su mejor clasificación a final de año, la n.º 33. 
Destacaron sus semifinales en el Torneo de Eastbourne (perdiendo ante el posterior campeón Feliciano López), en el Torneo de Múnich (derrotando a Marin Čilić, perdiendo ante el n.º 14, Tommy Haas) y en el Torneo de Tokio (perdiendo ante Milos Raonic). También hizo cuartos de final en el Torneo de Zagreb (perdiendo ante Mijaíl Yuzhny), en el Torneo de Delray Beach (perdiendo ante Tommy Haas), en el Torneo de Atlanta (perdiendo ante el ex n.º 1 Lleyton Hewitt) y en el Torneo de Basilea (perdiendo ante Vasek Pospisil). 
En Grand Slam obtuvo un récord de 3-5, alcanzando cuarta ronda por primera vez en Wimbledon (perdió con David Ferrer en 4 sets) y avanzó a tercera ronda en el Abierto de Australia (venciendo a Jarkko Nieminen en 5 sets en segunda ronda, perdiendo ante el n.º 10 Richard Gasquet) y en el Abierto de Estados Unidos (perdió con el posterior campeón, Rafael Nadal). También, cayó en primera ronda en Roland Garros (perdiendo ante Guido Pella 12-10 en el quinto set). 
En dobles, se clasificó para las ATP World Tour Finals en Londres (haciendo pareja con Marcelo Melo) y llegó a semifinales junto con su primera final de Grand Slam en Wimbledon (perdiendo ante los hermanos Bryan) y semifinales en el Abierto de Estados Unidos. Además ganó su primer ATP Masters Series de dobles en Shanghái (haciendo pareja con Melo, y derrotando a Fernando Verdasco y David Marrero). 
Ganó registros personales con 33 partidos y compilando marcas de 20-16 en asfalto, 7-3 en césped y 6-8 en tierra batida. Quedó 1-6 contra rivales Top 10 y ganó un récord personal de $ 1255455.

## Torneos de Grand Slam

### Dobles

#### Victorias (3)
| Año  | Torneo               | Pareja          | Oponentes en la final      | Resultado           |
| 2015 | Roland Garros        | Marcelo Melo    | Bob Bryan Mike Bryan       | 6-7(5), 7-6(5), 7-5 |
| 2021 | Abierto de Australia | Filip Polášek   | Rajeev Ram Joe Salisbury   | 6-3, 6-4            |
| 2023 | Roland Garros        | Austin Krajicek | Sander Gillé Joran Vliegen | 6-3, 6-1            |

#### Finalista (2)
| Año  | Torneo        | Pareja          | Oponentes en la final             | Resultado           |
| 2013 | Wimbledon     | Marcelo Melo    | Bob Bryan Mike Bryan              | 6-3, 3-6, 4-6, 4-6  |
| 2022 | Roland Garros | Austin Krajicek | Marcelo Arévalo Jean-Julien Rojer | 7-6(4), 6-7(5), 3-6 |

### Dobles mixto

#### Victorias (4)
| Año  | Torneo               | Pareja              | Oponentes en la final             | Resultado           |
| 2018 | Roland Garros        | Yung-Jan Chan       | Gabriela Dabrowski Mate Pavić     | 6-1, 6-7(5), [10-8] |
| 2019 | Roland Garros        | Yung-Jan Chan       | Gabriela Dabrowski Mate Pavić     | 6-1, 7-6(5)         |
| 2019 | Wimbledon            | Yung-Jan Chan       | Jeļena Ostapenko Robert Lindstedt | 6-2, 6-3            |
| 2022 | Abierto de Australia | Kristina Mladenovic | Jaimee Fourlis Jason Kubler       | 6-3, 6-4            |

#### Finalista (2)
| Año  | Torneo               | Pareja      | Oponentes en la final               | Resultado        |
| 2016 | Roland Garros        | Sania Mirza | Martina Hingis Leander Paes         | 6-4, 4-6, [8-10] |
| 2017 | Abierto de Australia | Sania Mirza | Abigail Spears Juan Sebastián Cabal | 2-6, 4-6         |

## Juegos Olímpicos

### Dobles masculino

#### Medalla de plata
| Año  | Torneo     | Pareja      | Oponentes en la final    | Resultado        |
| 2021 | Tokio 2020 | Marin Čilić | Nikola Mektić Mate Pavić | 4-6, 6-3, [6-10] |

## Títulos ATP (25; 1+24)

### Individual (1)
| Leyenda                    |
| Grand Slam (0)             |
| ATP Wourld Tour Finals (0) |
| ATP Masters 1000 (0)       |
| ATP World Tour 500 (0)     |
| ATP World Tour 250 (1)     |

| N.º | Fecha                | Torneo | Pista   | Oponente en la final | Resultado |
| 1.  | 6 de febrero de 2011 | Zagreb | Moqueta | Michael Berrer       | 6-3, 6-4  |

#### Finalista (1)
| N.º | Fecha               | Torneo           | Pista  | Oponente en la final | Resultado |
| 1.  | 18 de junio de 2011 | 's-Hertogenbosch | Hierba | Dmitry Tursunov      | 3-6, 2-6  |

### Dobles (24)
| Leyenda                    |
| Grand Slam (3)             |
| ATP Wourld Tour Finals (0) |
| Juegos Olímpicos (0)       |
| ATP Masters 1000 (6)       |
| ATP World Tour 500 (9)     |
| ATP World Tour 250 (6)     |

| N.º | Fecha                    | Torneo               | Superficie    | Pareja                 | Oponentes en la final                   | Resultado              |
| --- | ------------------------ | -------------------- | ------------- | ---------------------- | --------------------------------------- | ---------------------- |
| 1.  | 12 de octubre de 2013    | Shanghái             | Dura          | Marcelo Melo           | Fernando Verdasco David Marrero         | 7-6(2), 6-7(6), [10-2] |
| 2.  | 28 de febrero de 2015    | Acapulco             | Dura          | Marcelo Melo           | Mariusz Fyrstenberg Santiago González   | 7-6(2), 5-7, [10-3]    |
| 3.  | 6 de junio de 2015       | Roland Garros        | Tierra batida | Marcelo Melo           | Bob Bryan Mike Bryan                    | 6-7(5), 7-6(5), 7-5    |
| 4.  | 8 de noviembre de 2015   | París                | Dura (i)      | Marcelo Melo           | Vasek Pospisil Jack Sock                | 2-6, 6-3, [10-5]       |
| 5.  | 31 de julio de 2016      | Toronto              | Dura          | Marcelo Melo           | Jamie Murray Bruno Soares               | 6-4, 6-4               |
| 6.  | 21 de agosto de 2016     | Cincinnati           | Dura          | Marcelo Melo           | Jean-Julien Rojer Horia Tecău           | 7-6(5), 6-7(5), [10-6] |
| 7.  | 19 de febrero de 2017    | Róterdam             | Dura (i)      | Marcel Granollers      | Wesley Koolhof Matwé Middelkoop         | 7-6(5), 6-3            |
| 8.  | 30 de julio de 2017      | Hamburgo             | Tierra batida | Mate Pavić             | Pablo Cuevas Marc López                 | 6-3, 6-4               |
| 9.  | 29 de octubre de 2017    | Basilea              | Dura (i)      | Marcel Granollers      | Fabrice Martin Édouard Roger-Vasselin   | 7-5, 7-6(6)            |
| 10. | 6 de mayo de 2018        | Múnich               | Tierra batida | Rajeev Ram             | Nikola Mektić Alexander Peya            | 6-3, 7-5               |
| 11. | 30 de septiembre de 2018 | Chengdú              | Dura          | Mate Pavić             | Austin Krajicek Jeevan Nedunchezhiyan   | 6-2, 6-4               |
| 12. | 10 de febrero de 2019    | Montpellier          | Dura (i)      | Édouard Roger-Vasselin | Benjamin Bonzi Antoine Hoang            | 6-4, 6-3               |
| 13. | 25 de mayo de 2019       | Lyon                 | Tierra batida | Édouard Roger-Vasselin | Ken Skupski Neal Skupski                | 6-4, 6-3               |
| 14. | 18 de agosto de 2019     | Cincinnati           | Dura          | Filip Polášek          | Juan Sebastián Cabal Robert Farah       | 4-6, 6-4, [10-6]       |
| 15. | 6 de octubre de 2019     | Pekín                | Dura          | Filip Polášek          | Łukasz Kubot Marcelo Melo               | 6-3, 7-6(4)            |
| 16. | 21 de febrero de 2021    | Abierto de Australia | Dura          | Filip Polášek          | Rajeev Ram Joe Salisbury                | 6-3, 6-4               |
| 17. | 21 de mayo de 2022       | Lyon                 | Tierra batida | Austin Krajicek        | Máximo González Marcelo Melo            | 6-3, 6-4               |
| 18. | 23 de octubre de 2022    | Nápoles              | Dura          | Austin Krajicek        | Matthew Ebden John Peers                | 6-3, 1-6, [10-8]       |
| 19. | 30 de octubre de 2022    | Basilea              | Dura (i)      | Austin Krajicek        | Nicolas Mahut Édouard Roger-Vasselin    | 6-4, 7-6(5)            |
| 20. | 19 de febrero de 2023    | Róterdam             | Dura (i)      | Austin Krajicek        | Rohan Bopanna Matthew Ebden             | 7-6(5), 2-6, [12-10]   |
| 21. | 16 de abril de 2023      | Montecarlo           | Tierra batida | Austin Krajicek        | Romain Arneodo Tristan-Samuel Weissborn | 6-0, 4-6, [14-12]      |
| 22. | 10 de junio de 2023      | Roland Garros        | Tierra batida | Austin Krajicek        | Sander Gillé Joran Vliegen              | 6-3, 6-1               |
| 23. | 25 de junio de 2023      | Queen's Club         | Hierba        | Austin Krajicek        | Taylor Fritz Jiří Lehečka               | 6-4, 6-7(5), [10-3]    |
| 24. | 4 de octubre de 2023     | Pekín                | Dura          | Austin Krajicek        | Wesley Koolhof Neal Skupski             | 6-7(12), 6-3, [10-5]   |

#### Finalista (26)
| N.º | Fecha                    | Torneo            | Superficie    | Pareja            | Oponentes en la final                | Resultado           |
| --- | ------------------------ | ----------------- | ------------- | ----------------- | ------------------------------------ | ------------------- |
| 1.  | 5 de febrero de 2012     | Zagreb            | Dura (i)      | Mate Pavić        | Marcos Baghdatis Mijaíl Yuzhny       | 2-6, 2-6            |
| 2.  | 26 de febrero de 2012    | Memphis           | Dura (i)      | Marcelo Melo      | Max Mirnyi Daniel Nestor             | 6-4, 5-7, [7-10]    |
| 3.  | 10 de febrero de 2013    | Zagreb            | Dura (i)      | Mate Pavić        | Julian Knowle Filip Polasek          | 3-6, 3-6            |
| 4.  | 6 de julio de 2013       | Wimbledon         | Hierba        | Marcelo Melo      | Bob Bryan Mike Bryan                 | 6-3, 3-6, 4-6, 4-6  |
| 5.  | 9 de agosto de 2015      | Washington        | Dura          | Marcelo Melo      | Mike Bryan Bob Bryan                 | 4-6, 2-6            |
| 6.  | 25 de junio de 2016      | Nottingham        | Hierba        | Marcelo Melo      | Dominic Inglot Daniel Nestor         | 5-7, 6-7(4)         |
| 7.  | 21 de mayo de 2017       | Roma              | Tierra batida | Marcel Granollers | Pierre-Hugues Herbert Nicolas Mahut  | 6-4, 4-6, [3-10]    |
| 8.  | 13 de agosto de 2017     | Montreal          | Dura          | Rohan Bopanna     | Pierre-Hugues Herbert Nicolas Mahut  | 4-6, 6-3, [6-10]    |
| 9.  | 5 de noviembre de 2017   | París             | Dura (i)      | Marcel Granollers | Łukasz Kubot Marcelo Melo            | 6-7(3), 6-3, [6-10] |
| 10. | 26 de mayo de 2018       | Ginebra           | Tierra batida | Rajeev Ram        | Oliver Marach Mate Pavić             | 6-3, 6-7(3), [9-11] |
| 11. | 29 de junio de 2019      | Antalya           | Hierba        | Filip Polášek     | Jonathan Erlich Artem Sitak          | 3-6, 4-6            |
| 12. | 18 de enero de 2020      | Adelaida          | Dura          | Filip Polášek     | Máximo González Fabrice Martin       | 6-7(12), 3-6        |
| 13. | 27 de septiembre de 2020 | Hamburgo          | Tierra batida | Mate Pavić        | John Peers Michael Venus             | 3-6, 4-6            |
| 14. | 12 de enero de 2021      | Antalya           | Dura          | Filip Polášek     | Nikola Mektić Mate Pavić             | 2-6, 4-6            |
| 15. | 30 de julio de 2021      | JJ.OO. Tokio 2020 | Dura          | Marin Čilić       | Nikola Mektić Mate Pavić             | 4-6, 6-3, [6-10]    |
| 16. | 27 de agosto de 2021     | Winston-Salem     | Dura          | Austin Krajicek   | Marcelo Arévalo Matwé Middelkoop     | 7-6(5), 5-7, [6-10] |
| 17. | 9 de enero de 2022       | Adelaida          | Dura          | Marcelo Melo      | Rohan Bopanna Ramkumar Ramanathan    | 6-7(6), 1-6         |
| 18. | 4 de junio de 2022       | Roland Garros     | Tierra batida | Austin Krajicek   | Marcelo Arévalo Jean-Julien Rojer    | 7-6(4), 6-7(5), 3-6 |
| 19. | 7 de agosto de 2022      | Washington        | Dura          | Austin Krajicek   | Nick Kyrgios Jack Sock               | 5-7, 4-6            |
| 20. | 16 de octubre de 2022    | Florencia         | Dura (i)      | Austin Krajicek   | Nicolas Mahut Édouard Roger-Vasselin | 6-7(4), 3-6         |
| 21. | 6 de noviembre de 2022   | París             | Dura (i)      | Austin Krajicek   | Wesley Koolhof Neal Skupski          | 6-7(5), 4-6         |
| 22. | 14 de enero de 2023      | Adelaida II       | Dura          | Austin Krajicek   | Marcelo Arévalo Jean-Julien Rojer    | w/o                 |
| 23. | 30 de junio de 2023      | Eastbourne        | Hierba        | Austin Krajicek   | Nikola Mektić Mate Pavić             | 4-6, 2-6            |
| 24. | 2 de marzo de 2024       | Dubái             | Dura          | Austin Krajicek   | Tallon Griekspoor Jan-Lennard Struff | 4-6, 6-4, [6-10]    |
| 25. | 30 de marzo de 2024      | Miami             | Dura          | Austin Krajicek   | Rohan Bopanna Matthew Ebden          | 7-6(3), 3-6, [6-10] |
| 26. | 9 de noviembre de 2024   | Belgrado          | Dura (i)      | Skander Mansouri  | Jamie Murray John Peers              | 6-3, 6-7(5), [9-11] |